# Radiotelevisión Española
De Corporación Radiotelevisión Española S. A. (kortweg Radiotelevisión Española of RTVE) is de publieke omroep van Spanje. Onder het bedrijf vallen 7 televisiezenders en 6 radiozenders. Het is een van de weinige publieke omroepbedrijven in Europa waarvoor het publiek geen kijk- en luistergeld hoeft te betalen. Het bedrijf is aangesloten bij EBU-UER.

## Geschiedenis

Logo van RTVE (1980 - 2008)

Radiotelevisión Española is in 1980 opgericht onder de naam Ente Público Radiotelevisión Española, en omvat de publieke televisiezenders (Televisión Española of TVE, bestaand sinds 1956) en de publieke radiozenders (Radio Nacional de España of RNE, bestaand sinds 1937 en Radiocadena Española, bestaand sinds 1978). Tot 2006 zou het een overheidslichaam blijven.
In 1989 moet Radiocadena Española fuseren met Radio Nacional de España. Door de opkomst van commerciële zenders verkeren de publieke omroepen in een crisis en zijn er niet genoeg inkomsten meer om de lokale zenders van Radiocadena in de lucht te houden. Een van de weinige overblijfselen van de zender is Ràdio 4, die alleen in het Catalaans uitzendt en alleen in Catalonië te ontvangen is. Ook zijn er een aantal radiostations opgegaan in Radio 5, de nieuwszender van RNE.
In juni 2006 verandert de wet op de publieke omroep en worden de bestaande organen opgeheven om op te gaan in de N.V. RTVE. Een belangrijk verschil is dat de voorzitter van het bedrijf niet langer benoemd kan worden door de regering, maar verkozen dient te worden door het congres. Hoewel het bedrijf in naam een N.V. is, is het kapitaal en de verantwoordelijkheid voor de benoeming van het bestuur volledig in handen van de overheid. Desalniettemin zou het bedrijf volledig onafhankelijk van de regering moeten functioneren. Door de benoeming van bestuurders door het door conservatieven gedomineerde congres in 2012 is deze onafhankelijkheid echter onder druk komen staan.

## Doelstellingen
Als overheidsdienst dient RTVE de volgende doelstellingen na te streven:
- Verspreiding van kennis van grondwettelijke beginselen en civieke normen en waarden
- Waarlijke, objectieve en plurale informatievoorziening garanderen
- Het democratische debat en de vrije meningsuiting faciliteren
- De territoriale cohesie, de pluraliteit en de talige en culturele diversiteit van Spanje voorstaan
- Toegang bieden tot verschillende soorten programma's en institutionele, sociale, culturele en sportieve gebeurtenissen, op alle segmenten van het publiek gericht, met aandacht voor thema's met een bijzonder publiek belang
- Een zo groot mogelijk publiek bereiken, daarbij de grootst mogelijke continuïteit en territoriale en sociale dekking biedend, met de verplichting kwaliteit, diversiteit, innovatie en een ethisch hoogstaande standaard te bieden.

## Organisatie
RTVE handelt in naam onafhankelijk van de regering. De raad van bestuur wordt echter wel benoemd door het parlement: 8 leden door het congres en 4 leden door de senaat. Twee van de leden benoemd door het congres worden voorgedragen door de belangrijkste vakbonden. Intern heeft RTVE ook een Consejo de Informativo, een raad die samengesteld is uit personeel van informatie- en actualiteitenprogramma's, die over de onafhankelijkheid en de objectiviteit moeten waken.
In juni 2012 is Leopoldo González-Echenique verkozen tot bestuursvoorzitter. Hij staat dicht bij de regerende PP die een meerderheid in het congres heeft en hem dus zonder inmenging van andere partijen kon verkiezen. Op zijn beurt heeft hij Julio Somoano aangesteld als directeur nieuws en actualiteiten. Dit laatste is niet zonder polemiek gegaan: in een referendum heeft de consejo informativo zich tegen deze aanstelling gekeerd.

### Bekostiging
De Spaanse publieke omroep is een van de weinige in Europa die niet rechtstreeks door het publiek worden betaald. De bekostiging vindt plaats door middel van de begroting van de staat (50%), en door belastingen op telefoonbedrijven, commerciële televisiezenders en betaaltelevisie. RTVE zelf heeft bij wet geen inkomsten uit reclame (enkel zelfpromotie is toegestaan op de zenders) en betaaltelevisie.

## Media
Radiotelevisión Española heeft meerdere algemene en themakanalen. Op dit moment (2012) zijn dat 6 nationale televisiekanalen, een internationaal televisiekanaal, 5 nationale radiozenders en een internationale radiozender.

### Televisiezenders
De televisiezenders vallen onder het dochterbedrijf Televisión Española (TVE). De eerste reguliere televisie-uitzending vond plaats op 28 oktober 1956. Anno 2012 heeft het bedrijf 2 algemene zenders en 4 themakanalen, die allen te ontvangen zijn via DTT, de kabel en de satelliet. Naast de 6 nationale zenders heeft het bedrijf ook een internationale zender. De verschillende zenders zijn:
| Logo | Naam              | Omschrijving |
| ---- | ----------------- | --- |
|      | La 1              | Voorheen TVE1, tegenwoordig ook wel bekend als La Primera of kortweg TVE. Dit is de oudste en grootste zender van Spanje, een algemene zender die voornamelijk Spaanse en Latijns-Amerikaans series, films, televisiemagazines, actualiteiten, journaals en enkele van de meest populaire sportcompetities. |
|      | La 2              | Voorheen TVE2 of UHF, tegenwoordig ook wel bekend als TVE2. Een zender met informatie voor de burger, Noord-Amerikaanse series, documentaires, Spaanse en Europese films, reportages en debatten, culturele, musicale en alternatieve informatieprogramma's. Deze zender biedt alternatieve televisie ten opzichte van andere algemene zenders. Vroeger werden ook veel dramaseries van eigen makelij uitgezonden. |
|      | Clan              | Voorheen bekend als Clan TVE. Een themakanaal met kindertelevisie, hoewel er ook voor wat oudere jeugd programma's uit worden gezonden en in de ochtenduren programma's van andere TVE zenders worden herhaald. De programmering bestaat bijna geheel uit fictie. |
|      | Teledeporte       | Een themakanaal met sportuitzendingen waarvoor er geen plaats is op La 1 of La 2, met tevens dagelijkse overzichten van de sportwereld. |
|      | 24h               | Een themakanaal voor nieuwsuitzendingen met elk half uur een journaal, debatten, analyses, interviews, actualiteitenprogramma's en reportages die ook op andere TVE kanalen uit zijn gezonden. Deze zender is gestart in 1997 en is tegenwoordig (2012) de belangrijkste nieuwszender van Spanje. |
|      | La 1 UHD          | De ultra high-definition televisionzender die uitzend via DTT. |
|      | TVE Internacional | De internationale zender die programma's van de andere zenders van TVE uitzendt buiten Spanje. Op dit moment (2012) is de zender te ontvangen in Europa, Noord- en Zuid-Amerika, de Filipijnen, de Westelijke Sahara en Equatoriaal Guinea. |

### Radiozenders
Radio Nacional de España (kortweg RNE) is het dochterbedrijf van RTVE dat de radiozenders beheert. Het bedrijf beschikt over 5 radiozenders, waarvan 4 in het gehele land te ontvangen zijn, en 1 enkel in Catalonië te ontvangen is.
| Logo | Naam                     | Omschrijving |
| ---- | ------------------------ | --- |
|      | Radio Nacional           | Voorheen bekend als Radio 1. De algemene radiozender van RNE, gestart in 1937. De programmering bestaat voornamelijk uit informatieve programma's. Heeft zich als doel gesteld de meeste live-uitzendingen te hebben |
|      | Radio Clásica            | Voorheen bekend als Radio 2. Gestart in 1965. De programmering bestaat voornamelijk uit klassieke muziek, hoewel ook andere muziek die niet op de commerciële radiozenders te beluisteren is in de programmering voorkomt. |
|      | Radio 3                  | Gestart in 1979. Zendt culturele en alternatieve muziekprogramma's uit. Deze zender richt zich voornamelijk op jongeren. |
|      | Ràdio 4                  | Gestart in 1991. Een algemene radiozender die enkel in het Catalaans uitzendt en zich als dusdanig dus op Catalonië richt. |
|      | Radio 5                  | Voorheen bekend als Radio 5 Todo Noticias. Gestart in 1994. Dit is de nieuwszender van RNE. |
|      | Radio Exterior de España | De internationale radiozender van RNE, gestart in 1973. Dit station zendt op de korte golf, via internet en de satelliet programma's uit voor Spanjaarden die buiten Spanje wonen, en voor buitenlanders die geïnteresseerd zijn in Spanje, in het Engels, Frans, Arabisch, Russisch, Portugees en het Ladino, naast het Spaans. |

### Internet
In rtve.es komen beide groepen bij elkaar. Op de website kan live naar alle radiozenders geluisterd worden en naar de televisiezenders La 1, La 2, TDP en 24h gekeken worden. Ook kunnen afleveringen van minder dan een week oud terug gekeken worden, is het nieuws te lezen en zijn er blogs van werknemers. De site wordt beheerd door de afdeling Medios Interactivos de RTVE ('Interactieve Media van RTVE') bijgehouden.